# Fukuzumi Nirei
Fukuzumi Nirei (japánul 福住仁嶺, Tokusima prefektúra, 1997. január 24. –) japán autóversenyző, a Super Formula versenysorozatban szereplő Drago Corse versenyzője.

## Pályafutása
2010-ben kezdte autóversenyzői pályafutását, amikortól hazájában gokart bajnokságokban indult. Egészen 2013-ig versenyzett a géposztályban, majd 2014-ben formulaautózásra váltott és első idényében megnyerte hazájában a Formula–4-es nyugati bajnokságát a HFDP Racing versenyzőjeként. Eredményének köszönhetően a következő évben Fukuzumit a Honda karolta fel és szerződést kapott a japán Formula–3-as bajnokságban a gyár által támogatott HFDP Racing istállónál. A szezont 72 pontot szerezve a negyedik helyen fejezte be, futamot kétszer nyert, mindkettőt Motegiben. A szezon során indult a Super GT néhány futamán a Team Aguri színeiben.
2016-tól Európában, a GP3-ban versenyzett az ART Grand Prix színeiben és a Honda támogatásával. Első versenyén dobogóra állhatott Barcelonában, összességében pedig háromszor végzett dobogós helyen, legjobbja egy második helyezés volt, az összetett pontversenyt pedig a 7. helyen fejezte be, míg csapattára, Charles Leclerc nyerte a bajnoki címet. A 2017-es szezonban is az ART versenyzője volt. Két versenyt nyert az idény során, az elsőt mindjárt a szezonnyitó alkalmával, Barcelonában, majd a második sikerét Jereben szerezte, ugyancsak Spanyolországban, míg Monzában pole-pozíciót szerzett. 134 ponttal a bajnokság harmadik helyén végzett csapattársai, George Russell és Jack Aitken mögött.
2018-ban a BWT Ardennel az FIA Formula–2-ben versenyzett, ahol 17. lett a bajnoki pontversenyben. Legjobb eredménye egy Hungaroringen elért hatodik hely volt. Ezzel párhuzamosan indult a Super Formula futamain is a Mugen Motorsporttal, csakúgy mint a 2019-es szezonban, amikor visszatért hazájába és teljes szezont teljesített az ottani első számú formulaautós versenysorozatban a Dandelion Racing versenyzőjeként.
A Honda támogatását élvezve neve többször szóba került, mint akinek fiatal japán versenyzőként sikerülhet versenyzői üléshez jutnia a Formula–1-ben. A japán gyártó motorosport részlegének vezetője, Jamamoto Masasi 2018 végén őt és Makino Tadaszukét említette, akinek erre esélye lehet a gyár egyik partnercsapatánál.

## Eredményei

### Karrier összefoglaló
| Szezon | Bajnokság                            | Csapat                       | Verseny | Győzelem | Pole | Leggyorsabb kör | Dobogós helyezés | Pont | Helyezés |
| ------ | ------------------------------------ | ---------------------------- | ------- | -------- | ---- | --------------- | ---------------- | ---- | -------- |
| 2014   | Keleti Japán Formula–4-es bajnokság  | HFDP Racing                  | 5       | 1        | —    | —               | 4                | 72   | 1.       |
| 2014   | Nyugati Japán Formula–4-es bajnokság | HFDP Racing                  | 6       | 3        | —    | —               | 5                | 100  | 1.       |
| 2014   | Japán Formula–4-es bajnokság         | HFDP Racing                  | —       | —        | —    | —               | —                | 172  | 1.       |
| 2015   | Japán Formula–3-as bajnokság         | HFDP Racing                  | 17      | 2        | 3    | 3               | 6                | 72   | 4.       |
| 2015   | Super GT                             | Autobacs Racing Team Aguri   | 1       | 0        | 0    | 0               | 0                | 0    | HN‡      |
| 2016   | GP3                                  | ART Grand Prix               | 18      | 0        | 0    | 0               | 3                | 91   | 7.       |
| 2017   | GP3                                  | ART Grand Prix               | 14      | 2        | 2    | 0               | 6                | 134  | 3.       |
| 2018   | Formula–2                            | BWT Arden                    | 23      | 0        | 0    | 0               | 0                | 17   | 17.      |
| 2018   | Super Formula                        | Team Mugen                   | 4       | 0        | 0    | 1               | 0                | 0    | 20.      |
| 2019   | Super GT                             | Autobacs Racing Team Aguri   | 8       | 1        | 1    | 0               | 3                | 69,5 | 1.       |
| 2019   | Super Formula                        | DoCoMo Team Dandelion Racing | 7       | 0        | 0    | 0               | 1                | 18   | 7.       |
| 2020   | Super GT                             | Autobacs Racing Team Aguri   | 8       | 1        | 3    | 1               | 3                | 54   | 5.       |
| 2020   | Super Formula                        | DoCoMo Team Dandelion Racing | 7       | 0        | 0    | 2               | 1                | 29   | 8.       |
| 2021   | Super GT                             | Autobacs Racing Team Aguri   | 8       | 2        | 1    | 0               | 2                | 60   | 2.       |
| 2021   | Super Formula                        | DoCoMo Team Dandelion Racing | 7       | 1        | 1    | 0               | 3                | 55   | 2.       |
| 2022   | Super GT                             | Autobacs Racing Team Aguri   | 8       | 1        | 0    | 0               | 1                | 24   | 12.      |
| 2022   | Super Formula                        | ThreeBond Drago Corse        | 10      | 0        | 0    | 0               | 0                | 3    | 19.      |
| 2023   | Super GT                             | Autobacs Racing Team Aguri   | 8       | 1        | 2    | 1               | 3                | 53   | 4.       |
| 2023   | Super Formula                        | ThreeBond Racing             | 9       | 0        | 0    | 0               | 0                | 9    | 16.      |

* A szezon jelenleg is zajlik.
‡ Mivel Fukuzumi vendégpilóta volt, ezért nem részesült pontokban.

### Teljes GP3-as eredménysorozata
(Táblázat értelmezése)

(Félkövér: pole-pozícióból indult; dőlt: leggyorsabb kört futott) 

| Év   | Csapat         | 1         | 2          | 3         | 4          | 5          | 6          | 7         | 8          | 9          | 10         | 11         | 12         | 13        | 14         | 15         | 16         | 17        | 18        | Helyezés | Pont |
| ---- | -------------- | --------- | ---------- | --------- | ---------- | ---------- | ---------- | --------- | ---------- | ---------- | ---------- | ---------- | ---------- | --------- | ---------- | ---------- | ---------- | --------- | --------- | -------- | ---- |
| 2016 | ART Grand Prix | ESP FEA 3 | ESP SPR 13 | AUT FEA 7 | AUT SPR Ki | GBR FEA 11 | GBR SPR 7  | HUN FEA 4 | HUN SPR 4  | GER FEA Ki | GER SPR 11 | BEL FEA Ki | BEL SPR 15 | ITA FEA 5 | ITA SPR Ki | MAL FEA 7  | MAL SPR 2  | UAE FEA 5 | UAE SPR 3 | 7.       | 91   |
| 2017 | ART Grand Prix | ESP FEA 1 | ESP SPR 6  | AUT FEA 3 | AUT SPR 3  | GBR FEA Ki | GBR SPR 16 | HUN FEA 2 | HUN SPR Ki | BEL FEA 3  | BEL SPR 4  | ITA FEA Ni | ITA SPR T  | JER FEA 1 | JER SPR 5  | UAE FEA 15 | UAE SPR 14 |           |           | 3.       | 134  |

### Teljes FIA Formula–2-es eredménysorozata
(Táblázat értelmezése)

(Félkövér: pole-pozícióból indult; dőlt: leggyorsabb kört futott) 

| Év   | Csapat    | 1          | 2         | 3          | 4          | 5          | 6          | 7          | 8           | 9         | 10         | 11        | 12        | 13         | 14         | 15         | 16        | 17         | 18         | 19         | 20         | 21        | 22        | 23         | 24         | Helyezés | Pont |
| ---- | --------- | ---------- | --------- | ---------- | ---------- | ---------- | ---------- | ---------- | ----------- | --------- | ---------- | --------- | --------- | ---------- | ---------- | ---------- | --------- | ---------- | ---------- | ---------- | ---------- | --------- | --------- | ---------- | ---------- | -------- | ---- |
| 2018 | BWT Arden | BHR FEA 18 | BHR SPR 8 | AZE FEA 13 | AZE SPR 12 | ESP FEA 11 | ESP SPR Ki | MON FEA 10 | MON SPR 11† | FRA FEA 9 | FRA SPR 12 | AUT FEA 9 | AUT SPR 9 | GBR FEA Ki | GBR SPR Ni | HUN FEA 10 | HUN SPR 6 | BEL FEA Ki | BEL SPR 17 | ITA FEA 14 | ITA SPR 13 | RUS FEA 8 | RUS SPR 7 | UAE FEA Ki | UAE SPR 12 | 17.      | 17   |

### Teljes Super GT eredménysorozata
| Év   | Csapat                     | Osztály | 1      | 2      | 3      | 4      | 5      | 6      | 7      | 8      | Helyezés | Pont |
| ---- | -------------------------- | ------- | ------ | ------ | ------ | ------ | ------ | ------ | ------ | ------ | -------- | ---- |
| 2015 | Autobacs Racing Team Aguri | GT300   | OKA    | FUJ    | CHA    | FUJ    | SUZ 12 | SUG    | AUT    | MOT    | HN       | 0    |
| 2019 | Autobacs Racing Team Aguri | GT300   | OKA 2‡ | FUJ 2  | SUZ 6  | CHA 9  | FUJ 6  | AUT 6  | SUG 1  | MOT 4  | 1.       | 69,5 |
| 2020 | Autobacs Racing Team Aguri | GT500   | FUJ 8  | FUJ 14 | SUZ 13 | MOT Ki | FUJ 3  | SUZ 3  | MOT 1  | FUJ 5  | 5.       | 54   |
| 2021 | Autobacs Racing Team Aguri | GT500   | OKA 7  | FUJ 8  | MOT 5  | SUZ 11 | SUG 10 | AUT 1  | MOT 1  | FUJ 6  | 2.       | 60   |
| 2022 | Autobacs Racing Team Aguri | GT500   | OKA 10 | FUJ 1‡ | SUZ 7  | FUJ 5  | SUZ 13 | SUG 13 | AUT 11 | MOT 8  | 12.      | 24   |
| 2023 | Autobacs Racing Team Aguri | GT500   | OKA 11 | FUJ 10 | SUZ 7  | FUJ 3  | SUZ 1  | SUG 12 | AUT 2  | MOT 12 | 4.       | 53   |

* A szezon jelenleg is zajlik.
‡ A versenyt, és mivel nem teljesítették a táv 75%-át, így csak a pontok felét kapta meg.

### Teljes Super Formula eredménylistája
(Táblázat értelmezése)

(Félkövér: pole-pozícióból indult; dőlt: leggyorsabb kört futott) 

| Év   | Csapat                       | 1      | 2      | 3      | 4       | 5      | 6      | 7      | 8      | 9      | 10     | Helyezés | Pont |
| ---- | ---------------------------- | ------ | ------ | ------ | ------- | ------ | ------ | ------ | ------ | ------ | ------ | -------- | ---- |
| 2018 | Team Mugen                   | SUZ Ki | AUT    | SUG    | FUJ     | MOT 17 | OKA 18 | SUZ 12 |        |        |        | 20.      | 0    |
| 2019 | DoCoMo Team Dandelion Racing | SUZ 11 | AUT 5  | SUG 5  | FUJ 9   | MOT 5  | OKA Ki | SUZ 3  |        |        |        | 7.       | 18   |
| 2020 | DoCoMo Team Dandelion Racing | MOT 5  | OKA 8  | SUG 10 | AUT 9   | SUZ Ki | SUZ 2  | FUJ 16 |        |        |        | 8.       | 29   |
| 2021 | DoCoMo Team Dandelion Racing | FUJ 3  | SUZ Ki | AUT 13 | SUG 1   | MOT Ki | MOT 12 | SUZ 1  |        |        |        | 2.       | 55   |
| 2022 | ThreeBond Drago Corse        | FUJ Ki | FUJ 16 | SUZ 17 | AUT Kiz | SUG 8  | FUJ 11 | MOT Ki | MOT Ki | SUZ 15 | SUZ Ki | 19.      | 3    |
| 2023 | ThreeBond Racing             | FUJ Ki | FUJ 7  | SUZ 10 | AUT 8   | SUG 16 | FUJ 16 | MOT 14 | SUZ 9‡ | SUZ Ki |        | 16.      | 9    |

* A szezon jelenleg is zajlik.
‡ A versenyt félbeszakították, és mivel nem teljesítették a táv 75%-át, így csak a pontok felét kapta meg.